# The Darkness (Band)
The Darkness ist eine britische Rockband aus Lowestoft in der englischen Grafschaft Suffolk. Die Band wurde im Jahre 2000 gegründet und drei Jahre später mit ihrem Debütalbum Permission to Land bekannt.

## Geschichte
Dan Hawkins gründete die Band im Jahre 2000 mit dem Bassisten Frankie Poullain, den er in London kennengelernt hatte. Als Schlagzeuger stieß Ed Graham, ein alter Schulfreund Dans, aus Lowestoft hinzu. Allerdings fehlte noch ein Sänger. Als Dan Hawkins zum Jahrtausendwechsel zurück in Norfolk war, fand er dort seinen Bruder Justin vor, wie dieser zu Queens Bohemian Rhapsody sang und tanzte – ein Sänger war gefunden.
Das Debütalbum Permission to Land erschien im Juli 2003 und verdrängte Beyonce in der zweiten Woche auf Platz 2 der UK-Charts. Diesen Erfolg verdankt die Gruppe vor allem dem stetigen Touren durch die Pubs von England. Auch waren sie als Vorband von Def Leppard, Meat Loaf und den Rolling Stones unterwegs.
Bei den Brit Awards 2004 gewannen sie die Preise Beste britische Band, Beste britische Rock-Band und Bestes Album.
2005 stieg Frankie Poullain aus und wurde durch den ehemaligen Roadie Richie Edwards ersetzt.
Am 25. November 2005 wurde das zweite Album One Way Ticket To Hell …And Back veröffentlicht. Die erste Singleauskopplung One Way Ticket wurde am 11. November veröffentlicht. Mit dem neuen Album entfernten sich The Darkness etwas von den Einflüssen des ersten Albums und gingen mehr in die Richtung des so genannten Bombast Rock, der schon einst Queen zugeschrieben wurde.
Am 11. Oktober 2006 berichtete die englische Boulevardzeitschrift The Sun, dass Justin Hawkins die Band aufgrund von Alkohol- und Drogenproblemen verlassen hatte. Die offizielle Website der Band zeigte bereits eine neue Formation und enthielt den Hinweis, dass demnächst eine neue Band unter neuem Namen starten werde.
Am 14. März 2011 wurde bekanntgegeben, dass die Band in Originalbesetzung, mit Hawkins und Poullain, ein neues Album aufnehmen und auf dem Download-Festival auftreten werde. 2012 erschien das Album Hot Cakes.
Seit Mai 2015 spielt Rufus Tiger Taylor, der Sohn des Queen-Drummers Roger Taylor, Schlagzeug für die Band.

### Stone Gods
Am 10. Oktober 2007 veröffentlichte das Classic Rock Magazine einen Artikel über die Band Stone Gods, die drei Konzerte als Vorgruppe von Thin Lizzy und Queensryche gespielt hatte. Es handelte sich um die ehemaligen Mitglieder von The Darkness ohne Justin Hawkins. Mittlerweile hat die Band zahlreiche Konzerte gespielt und die limitierte Single/EP Burn the Witch sowie das Album Silver Spoons & Broken Bones veröffentlicht.

### Hot Leg
Justin Hawkins gründete seine eigene Band unter dem Namen Hot Leg, mit der er bisher ein Album mit dem Titel Red Light Fever aufnahm. Die Musik erinnert zum Teil sehr stark an die von The Darkness. Derzeit bietet die Band auf ihrer offiziellen Homepage den Song Take take take zum kostenlosen Download an.

## Stil
Die Kleidung der Band orientiert sich am Glam Rock. Sänger Justin Hawkins tritt in Spandex-Anzügen mit Ausschnitten bis zum Bauchnabel auf. Die Musik der Band lässt sich als eine Mischung aus Hard Rock und Glam Rock bezeichnen.
Einflüsse der Band sind AC/DC, Queen, Led Zeppelin, Thin Lizzy, Van Halen, und Aerosmith. Das Auftreten und Gesangsverhalten von Justin Hawkins ist einerseits mit dem von Freddie Mercury, dem Sänger von Queen, zu vergleichen, sein Gesang erinnert andererseits aber auch an Robert Smith von The Cure. Besonders auffällig ist seine Falsett-Stimme (Kopfstimme), die er häufig als Stilmittel einsetzt.
Justin und Dan Hawkins benutzen beide Les-Paul-Gitarren der Marke Gibson, die sie über Marshall-Verstärker spielen.

## Diskografie

### Studioalben
| Jahr | Titel                             | Höchstplatzierung, Gesamtwochen, AuszeichnungChartplatzierungen (Jahr, Titel, Platzierungen, Wochen, Auszeichnungen, Anmerkungen) | Höchstplatzierung, Gesamtwochen, AuszeichnungChartplatzierungen (Jahr, Titel, Platzierungen, Wochen, Auszeichnungen, Anmerkungen) | Höchstplatzierung, Gesamtwochen, AuszeichnungChartplatzierungen (Jahr, Titel, Platzierungen, Wochen, Auszeichnungen, Anmerkungen) | Höchstplatzierung, Gesamtwochen, AuszeichnungChartplatzierungen (Jahr, Titel, Platzierungen, Wochen, Auszeichnungen, Anmerkungen) | Höchstplatzierung, Gesamtwochen, AuszeichnungChartplatzierungen (Jahr, Titel, Platzierungen, Wochen, Auszeichnungen, Anmerkungen) | Anmerkungen                                                 |
| Jahr | Titel                             | DE | AT | CH | UK | US | Anmerkungen                                                 |
| ---- | --------------------------------- | --- | --- | --- | --- | --- | ----------------------------------------------------------- |
| 2003 | Permission to Land                | DE19 (18 Wo.)DE | AT40 (8 Wo.)AT | CH59 (5 Wo.)CH | UK1 ×4Vierfachplatin · (54 Wo.)UK                                                                                                 | US36 Gold · (28 Wo.)US | Erstveröffentlichung: 7. Juli 2003 Verkäufe: + 1.955.000    |
| 2005 | One Way Ticket to Hell … and Back | DE32 (3 Wo.)DE | AT44 (3 Wo.)AT | CH48 (2 Wo.)CH | UK11 Gold · (10 Wo.)UK | US58 (2 Wo.)US | Erstveröffentlichung: 28. November 2005 Verkäufe: + 122.500 |
| 2012 | Hot Cakes                         | DE16 (2 Wo.)DE | AT24 (2 Wo.)AT | CH20 (2 Wo.)CH | UK4 (3 Wo.)UK | US43 (2 Wo.)US | Erstveröffentlichung: 20. August 2012 Verkäufe: + 75.000    |
| 2015 | Last of Our Kind                  | DE56 (1 Wo.)DE | AT53 (1 Wo.)AT | CH43 (1 Wo.)CH | UK12 (2 Wo.)UK | US125 (1 Wo.)US | Erstveröffentlichung: 27. Mai 2015                          |
| 2017 | Pinewood Smile                    | — | — | CH90 (1 Wo.)CH | UK8 (1 Wo.)UK | US190 (1 Wo.)US | Erstveröffentlichung: 6. Oktober 2017                       |
| 2019 | Easter Is Cancelled               | DE60 (1 Wo.)DE | — | CH79 (1 Wo.)CH | UK10 (1 Wo.)UK | — | Erstveröffentlichung: 4. Oktober 2019                       |
| 2021 | Motorheart                        | — | — | CH99 (1 Wo.)CH | UK16 (1 Wo.)UK | — | Erstveröffentlichung: 19. November 2021                     |
| 2025 | Dreams on Toast                   | DE58 (1 Wo.)DE | AT37 (1 Wo.)AT | CH49 (1 Wo.)CH | UK2 (1 Wo.)UK | — | Erstveröffentlichung: 28. März 2025                         |

### Livealben
| Jahr | Titel               | Höchstplatzierung, Gesamtwochen, AuszeichnungChartsChartplatzierungen (Jahr, Titel, Platzierungen, Wochen, Auszeichnungen, Anmerkungen) | Anmerkungen                         |
| Jahr | Titel               | UK | Anmerkungen                         |
| ---- | ------------------- | --- | ----------------------------------- |
| 2018 | Live at Hammersmith | UK47 (1 Wo.)UK | Erstveröffentlichung: 15. Juni 2018 |

Weitere Livealben
- 2021: Streaming of a White Christmas

### Kompilationen
- 2008: The Platinum Collection (UK: Silber)

### Singles
| Jahr | Titel Album                                         | Höchstplatzierung, Gesamtwochen, AuszeichnungChartplatzierungen (Jahr, Titel, Album, Platzierungen, Wochen, Auszeichnungen, Anmerkungen) | Höchstplatzierung, Gesamtwochen, AuszeichnungChartplatzierungen (Jahr, Titel, Album, Platzierungen, Wochen, Auszeichnungen, Anmerkungen) | Höchstplatzierung, Gesamtwochen, AuszeichnungChartplatzierungen (Jahr, Titel, Album, Platzierungen, Wochen, Auszeichnungen, Anmerkungen) | Höchstplatzierung, Gesamtwochen, AuszeichnungChartplatzierungen (Jahr, Titel, Album, Platzierungen, Wochen, Auszeichnungen, Anmerkungen) | Anmerkungen                                                    |
| Jahr | Titel Album                                         | DE | AT | UK | US | Anmerkungen                                                    |
| ---- | --------------------------------------------------- | --- | --- | --- | --- | -------------------------------------------------------------- |
| 2003 | Get Your Hands Off My Woman Permission to Land      | — | — | UK43 (2 Wo.)UK | — | Erstveröffentlichung: 24. Februar 2003                         |
| 2003 | Growing on Me Permission to Land                    | — | — | UK11 (11 Wo.)UK | — | Erstveröffentlichung: 16. Juni 2003                            |
| 2003 | I Believe in a Thing Called Love Permission to Land | DE47 (7 Wo.)DE | — | UK2 Platin · (11 Wo.)UK | US— PlatinUS | Erstveröffentlichung: 22. September 2003 Verkäufe: + 1.630.000 |
| 2003 | Christmas Time (Don’t Let the Bells End) –          | — | — | UK2 Platin · (37 Wo.)UK | — | Erstveröffentlichung: 15. Dezember 2003 Verkäufe: + 600.000    |
| 2004 | Love Is Only a Feeling Permission to Land           | DE95 (2 Wo.)DE | — | UK5 (11 Wo.)UK | — | Erstveröffentlichung: 22. März 2004                            |
| 2005 | One Way Ticket One Way Ticket to Hell … and Back    | DE75 (6 Wo.)DE | AT62 (2 Wo.)AT | UK8 (9 Wo.)UK | — | Erstveröffentlichung: 14. November 2005                        |
| 2006 | Is It Just Me? One Way Ticket to Hell … and Back    | — | — | UK8 (4 Wo.)UK | — | Erstveröffentlichung: 24. Februar 2006                         |
| 2006 | Girlfriend One Way Ticket to Hell … and Back        | — | — | UK39 (2 Wo.)UK | — | Erstveröffentlichung: 22. Mai 2006                             |

Weitere Singles
- 2004: Friday Night
- 2012: Nothing’s Gonna Stop Us
- 2012: Every Inch of You
- 2012: Everybody Have a Good Time
- 2013: With a Woman
- 2013: The Horn
- 2013: Keep Me Hangin’ On
- 2015: Open Fire
- 2015: Barbarian
- 2015: Last of Our Kind
- 2015: I Am Santa
- 2017: All the Pretty Girls
- 2017: Solid Gold
- 2017: Southern Trains
- 2017: Happiness
- 2019: Rock and Roll Deserves to Die
- 2019: Heart Explodes
- 2019: Easter is Cancelled
- 2019: How Can I Lose Your Love
- 2020: In Another Life
- 2021: Motorheart
- 2021: Nobody Can See Me Cry
- 2021: Jussy’s Girl
- 2021: It’s Love, Jim

## Auszeichnungen für Musikverkäufe
| Goldene Schallplatte - Australien - 2005: für das Album One Way Ticket to Hell … and Back - Dänemark - 2004: für das Album Permission to Land - Europa (Impala) - 2012: für das Album Hot Cakes - Neuseeland - 2005: für das Album One Way Ticket to Hell … and Back - Norwegen - 2003: für das Album Permission to Land - Schweden - 2003: für das Album Permission to Land | Platin-Schallplatte - Australien - 2004: für das Album Permission to Land - Europa (IFPI) - 2003: für das Album Permission to Land - Irland - 2005: für das Album One Way Ticket to Hell … and Back - Kanada - 2004: für das Album Permission to Land - Neuseeland - 2004: für das Album Permission to Land - 2022: für die Single I Believe in a Thing Called Love |

Anmerkung: Auszeichnungen in Ländern aus den Charttabellen bzw. Chartboxen sind in ebendiesen zu finden.
| Land/RegionAuszeichnungen für Musikverkäufe (Land/Region, Auszeichnungen, Verkäufe, Quellen) | Silber  | Gold     | Platin       | Verkäufe    | Quellen                       |
| -------------------------------------------------------------------------------------------- | ------- | -------- | ------------ | ----------- | ----------------------------- |
| Australien (ARIA)                                                                            | —       | Gold1    | Platin1      | 105.000     | aria.com.au                   |
| Dänemark (IFPI)                                                                              | —       | Gold1    | —            | 20.000      | hitlisten.nu                  |
| Europa (IFPI)                                                                                | —       | —        | Platin1      | (1.000.000) | ifpi.org                      |
| Europa (Impala)                                                                              | —       | Gold1    | —            | (75.000)    | Einzelnachweise               |
| Irland (IRMA)                                                                                | —       | —        | Platin1      | 15.000      | irishcharts.ie                |
| Kanada (MC)                                                                                  | —       | —        | Platin1      | 100.000     | musiccanada.com               |
| Neuseeland (RMNZ)                                                                            | —       | Gold1    | 2× Platin2   | 52.500      | aotearoamusiccharts.co.nz NZ2 |
| Norwegen (IFPI)                                                                              | —       | Gold1    | —            | 20.000      | Einzelnachweise               |
| Schweden (IFPI)                                                                              | —       | Gold1    | —            | 30.000      | sverigetopplistan.se          |
| Vereinigte Staaten (RIAA)                                                                    | —       | Gold1    | Platin1      | 1.500.000   | riaa.com                      |
| Vereinigtes Königreich (BPI)                                                                 | Silber1 | Gold1    | 6× Platin6   | 2.560.000   | bpi.co.uk                     |
| Insgesamt                                                                                    | Silber1 | 8× Gold8 | 13× Platin13 |             |                               |